# Tawfik Tubi

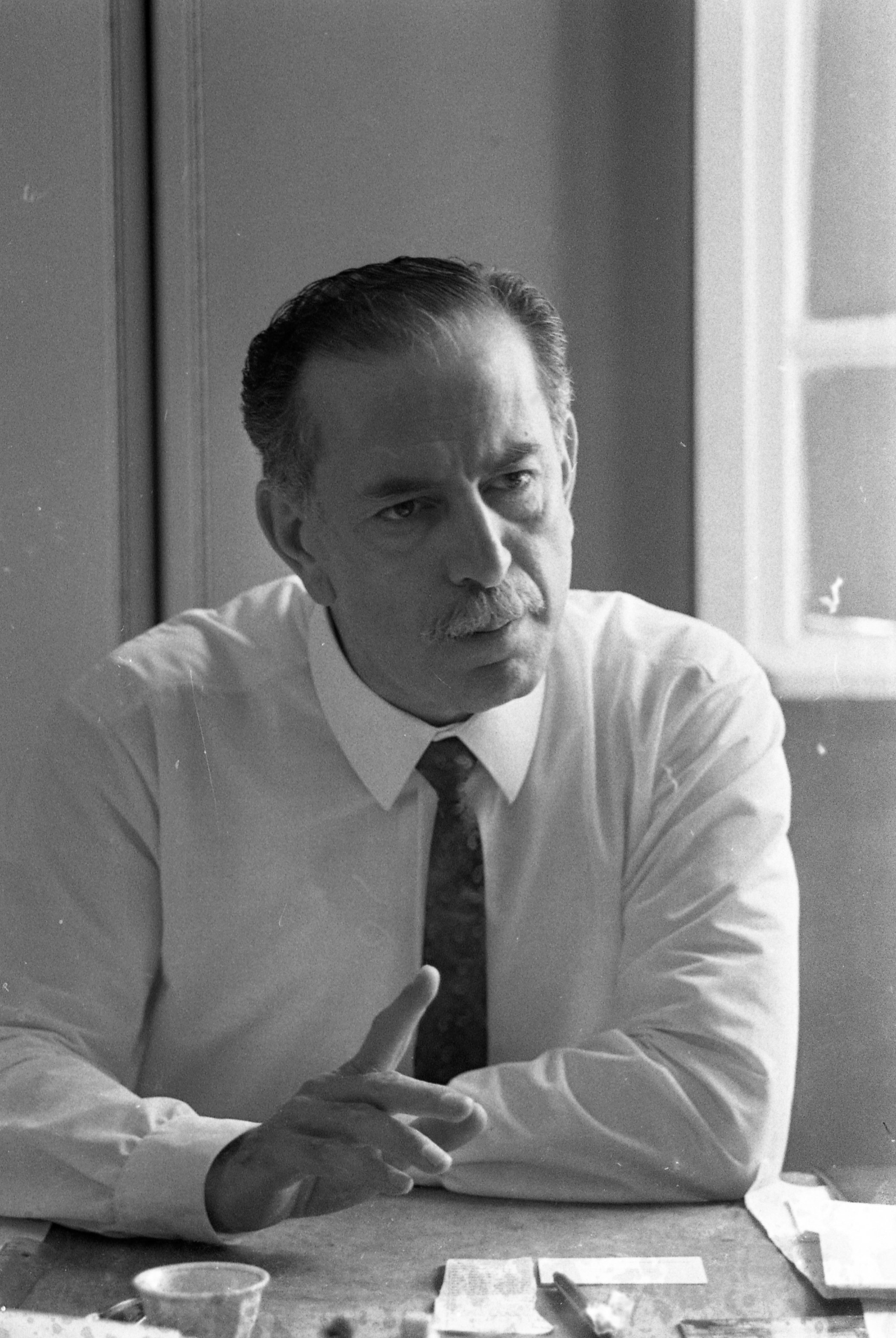
Tubi, 1969

Tawfik Tubi (în arabă: توفيق طوبي , în ebraică תופיק טובי‎, 2 mai1922 - 12 martie 2011) a fost un politician arab israelian, comunist, secretar general al Partidului Comunist din Israel intre anii 1989-1993, deputat în Knesset între anii 1949-1990.
Ca reprezentant al opoziției parlamentare comuniste  și naționale arabe, a fost în permanență un critic al politicii guvernelor Israelului.

## Militant comunist și activist pentru apărarea intereselor arabilor
Tawfik Tubi s-a născut la Haifa, în Palestina sub mandat britanic, într-o familie de arabi creștini ortodocși. Studiile secundare le-a urmat la școala-internat Mount Zion a Misiunii engleze din Ierusalim. De la vârsta de 18 ani, în 1940 a aderat la Partidul Comunist din Palestina (PaKaP). În anul 1943 s-a alăturat fracțiunii arabe a partidului, care s-a constituit într-un partid separat numit Liga de Eliberare Națională. S-a opus planului de impartire a Palestinei între un stat evreiesc și unul arab, dar mai pe urmă l-a sprijinit, conform cu schimbarea de poziție a Uniunii Sovietice. In 1948 s-a numărat printre fondatorii Partidului Comunist Israelian (Maki) format prin reunirea comuniștilor evrei din Palestina cu Liga de Eliberare Națională arabă.  A fost membru în Comitetul Central, în Biroul Politic și în Secretariatul P.C.Israelian.
A fost ales deputat în parlamentul Israelului, Knesset, de la începutul existenței acestuia în 1949 (Primul Knesset) și până în anul 1990.
În 1949 când Tawfik Tubi a protestat împotriva comportării soldaților israelieni în timpul unor descinderi în căutare de intruși ilegali arabi în Galileea, s-au ridicat voci care au susținut ca ar fi bine ca el să mulțumeasca pentru că i se dă posibilitatea să fie membru în Knesset. La aceasta a reacționat poetul Nathan Alterman, în rubrica sa din ziar  "A șaptea coloană"   , luând apărare drepturilor lui Tubi în versurile intitulate „Hanezifá beTufik Tubi” („Mustrarea lui Tufik Tubi”).
În 1956 împreună cu colegul său Meir Vilner, bucurându-se amândoi de imunitate parlamentară, a dezvăluit în Knesset mărturii pe care le-a adunat de la persoane rănite în masacrul din timpul stării de asediu de la 29 octombrie 1956, când 48 de locuitori civili ai satului arab israelian de graniță  Kfar Kassem, inclusiv copii și femei, au căzut împușcați de către o unitate militară israeliană. 
Crima de la Kfar Kassem a scandalizat opinia publică israeliană, arabă și evreiască, fiind considerată o pângărire a tradiției denumite "puritatea armei" cu care se mândrește armata israeliană.

## Consecvent pe linia pro-sovietică
În anul 1965 când Partidul Comunist Israelian a scindat, Tubi a făcut parte din fracțiunea minoritară filosovietică și predominant arabă Rakah (Noua Lista Comunistă)  de sub conducerea lui Meir Vilner, care s-a rupt de partidul Maki care devenise critic față de politica sovietică și față de antisionism. Tubi a fost numărul doi al acestui partid în Knesset, mai apoi, din 1977- pe locul doi din fracțiunea parlamentară constituită în jurul partidului Rakah -„Frontul pentru Democrație și Egalitate” („Hadash”).    
Din anul 1976 a fost ales secretar general adjunct, iar între 1989-1993 a fost ales secretar general al Partidului Comunist Israelian care  și-a reluat, între timp, numele de Maki și a rămas cu o majoritate de susținători arabi. În 1993 Tubi a fost înlocuit la conducerea partidului de către deputata Tamar Gozhanski și și-a încheiat cei 41 de activitate parlamentară.După retragerea din viața politică activă, Tawfik Tubi a continuat să scrie și să redacteze publicația comunistă in limba arabă „Al Ittihad”, devenită cotidian.
Între membrii Knessetului Tawfik Tubi a fost depășit doar de Shimon Peres la numărul de ani de activitate în parlament. El a fost și ultimul supraviețuitor dintre deputații celui dintâi Knesset.

## Pozițiile sale în problema națională
Tawfik Tubi a rămas comunist întreaga sa viață. Corectitudinea sa ca parlamentar s-a bucurat și de respectul multora din adversarii săi de idei. 
Față de statul Israel a avut o atitudine ambivalentă. S-a declarat patriot israelian și a subliniat că nu vede o contradicție între identitatea sa arabă și cea israeliană.
Dar a fost vehement împotriva definirii Israelului ca „stat evreiesc”, considerând ca el trebuie definit ca „stat al tuturor cetățenilor” săi.
În prima sa cuvântare în Knesset în anul 1949, Tubi a lăudat rezistența dârză a Israelului în fața a ceea ce a numit, în spiritul politicii sovietice, „uneltirile și intervenția imperialismului”. A văzut în războiul israelo-arab din 1948-1949  un război de eliberare națională, iar în întemeierea Israelului „o victorie a tuturor forțelor libertății și democrației în Orientul Mijlociu”. Răspunderea pentru exodul populației arabe palestinene și crearea problemei refugiaților palestineni a aruncat-o asupra „potentaților reacționari arabi”.
Aceasta atitudine și-a schimbat-o odată cu schimbarea poziției lui Stalin și a Uniunii Sovetice care a devenit foarte curând ostilă față de Israel.
Când în 1957, după ce s-a aflat de înfierarea crimelor stalinismului de către Hrușciov în discursul secret al acestuia la Congresul al XX-lea al PCUS. Tubi a propus, la o întrunire secretă a Comitetului Central al Partidului Comunist Israelian, să se facă apel la conducerea sovietică pentru ca aceasta să reconsidere sprijinul dat în 1948 întemeierii Israelului ca o greșeală a politicii lui Stalin. Majoritatea membrilor Comitetului Central, care ulterior se vor alătura noii linii independente și prosioniste a partidului Maki, au respins propunerea lui Tubi.  
Tawfik Tubi a locuit la Haifa, alături de soția sa Olga.
Tawfik Tubi a murit la Haifa în martie 2011 și a fost înmormântat la cimitirul din Kfar Samir din Haifa.  
Fiul său, Dr Elias Tubi, este profesor universitar, șeful secției de imunologie și alergologie de la Centrul medical Bney Tzion din Haifa și director al Spitalului italian din Haifa